# Elaphoglossum catharinae
Elaphoglossum catharinae là một loài dương xỉ trong họ Dryopteridaceae. Loài này được Und., Maxon mô tả khoa học đầu tiên năm 1909.
Danh pháp khoa học của loài này chưa được làm sáng tỏ. 